# Wallace MacDonald
Wallace Archibald MacDonald (5 de maio de 1891 - 30 de outubro de 1978) foi um ator, roteirista, cineasta e produtor cinematográfico nascido no Canadá e radicado ao cinema estadunidense, que iniciou sua carreira na era do cinema mudo, alcançando a era sonora. Atuou em 133 filmes entre 1912 e 1934; produziu 109 filmes entre 1937 e 1959; escreveu 11 roteiros entre 1915 e 1940; dirigiu 7 filmes entre 1923 e 1959.

## Biografia
MacDonald iniciou sua carreira como office boy na Dominion Steel Company, em Sydney, Nova Escócia, no Canadá. Mais tarde trabalhou como bancário no Royal Bank in Sydney, antes do banco ser transferido para Vancouver. De lá, mudou-se para a Califórnia, onde atuou no palco antes de fazer incursões em Hollywood.
MacDonald inicialmente atuava e estrelou quase 120 filmes entre 1912 e 1932. Seu primeiro filme foi Disillusioned, em 1912, pela Selig Polyscope Company. A partir de 1914, atuou como figurante em uma série de comédias de Charlie Chaplin, pela Keystone Film Company. Pela American Film Company, em 1916 atuou em alguns papéis mais notáveis, tais como em Youth's Endearing Charm, ao lado de Mary Miles Minter e Harry von Meter. Mais tarde atuou em seriados, como The Bar-C Mystery (1926) e Fighting With Buffalo Bill (1926).
Com a Primeira Guerra Mundial ele retornou por um tempo para a Nova Escócia, para entrar na 10th Canadian Siege Battery, onde auxiliou no recrutamento para o exército canadense.
Com o advento do som, a carreira cinematográfica de MacDonald diminuiu, e em muitos de seus papéis entre 1927 e 1934 ele não foi creditado. Seu último filme foi Their Big Moment, em 1934, não-creditado, e após esse ano retirou-se da atuação e começou a escrever roteiros para o cinema, porém em 1937, começou a produzir filmes.
Sua primeira produção, em 1937, foi o filme Parole Racket, pela Columbia Pictures, e chegou a produzir mais de 100 filmes entre 1937 e 1959, entre eles Romance of the Redwoods (1939), The Big Gusher (1951) e em 1959 fez seu último filme, Gunmen from Laredo, pela Columbia.

## Vida pessoal e morte
Seus documentos de inscrição canadense I de Guerra Mundial mostram que ele era daltônico.
Casou em 5 de maio de 1921 com a atriz Doris May.
MacDonald morreu em 1978, e foi sepultado no Forest Lawn Memorial Park, em Glendale.

## Filmografia parcial

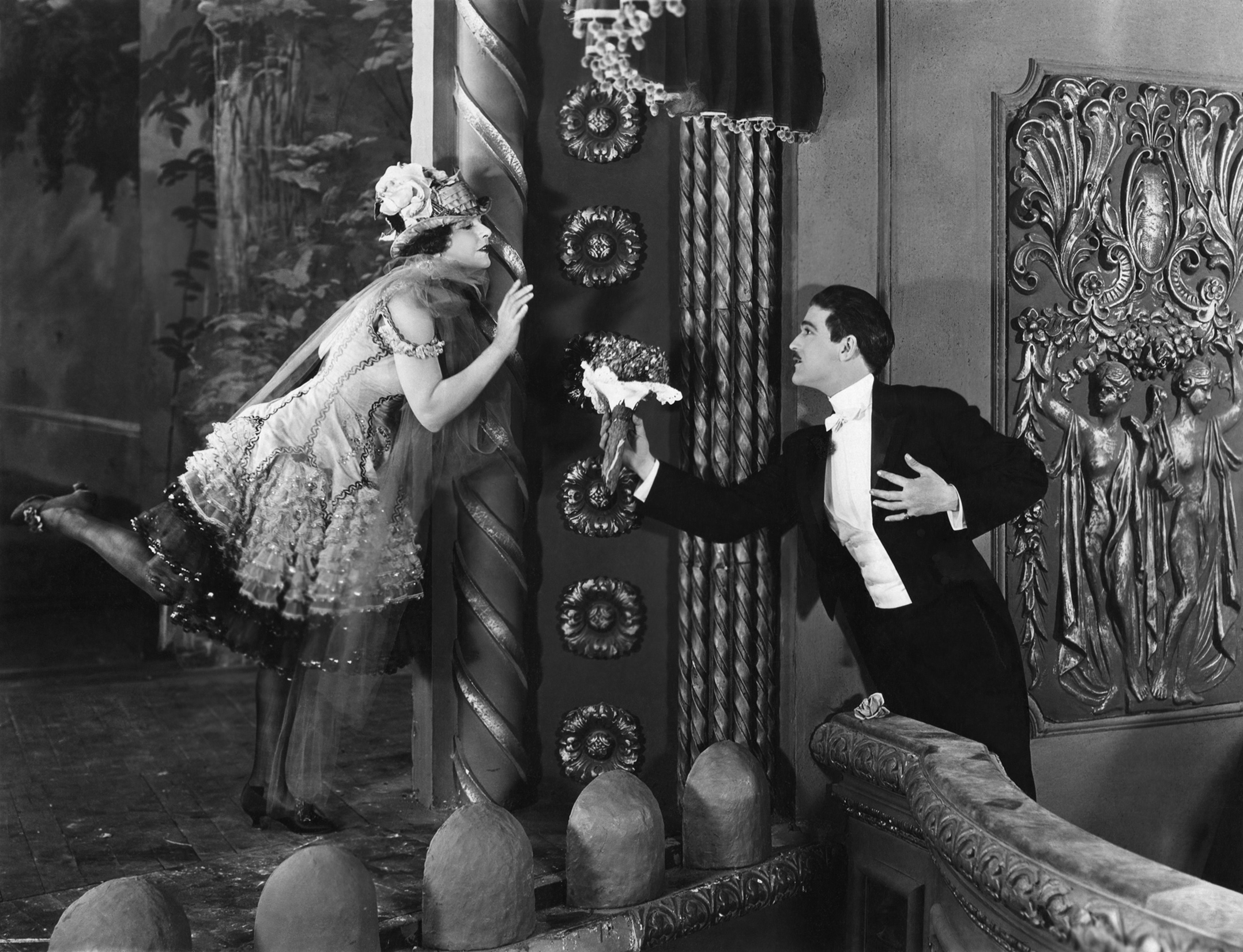
Norma Talmadge e Wallace MacDonald no filme The Lady (1925)

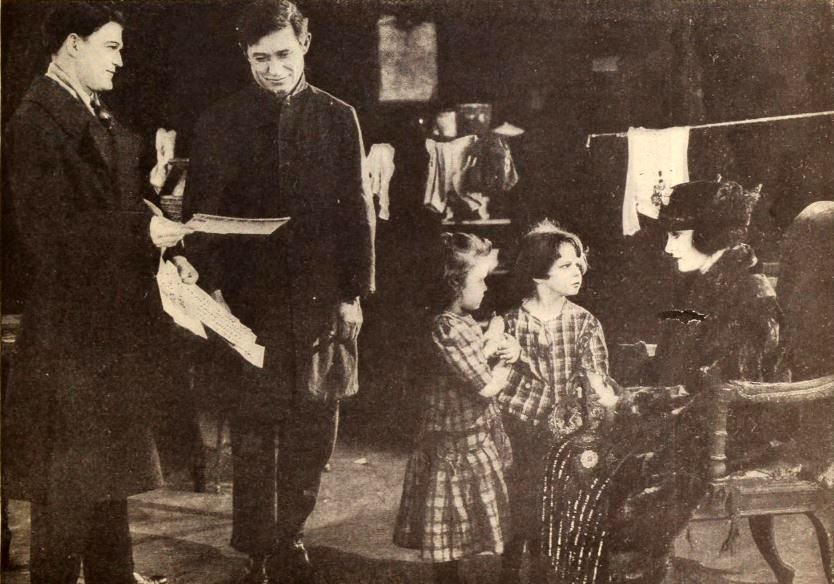
A Poor Relation (1921), com Will Rogers, Wallace MacDonald, Sylvia Breamer e as crianças Robert DeVilbiss e Jeanette Trebaol

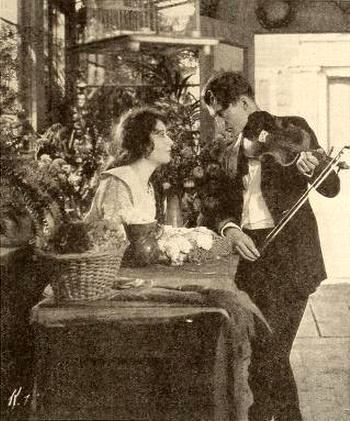
Brothers Divided (1919), com Ruth Langdon (1892 – 1993) e Wallace MacDonald

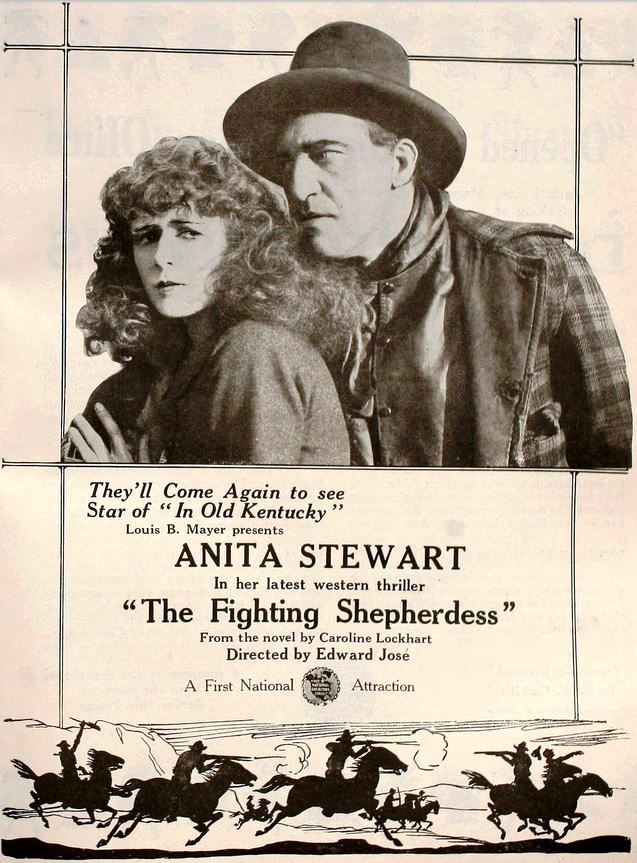
Anúncio do filme The Fighting Shepherdess (1920), com Anita Stewart e Wallace MacDonald

### Ator
- Disillusioned (1912)
- The Face on the Bar Room Floor (1914)[8]
- Dough and Dynamite (1914) [9]
- Tillie's Punctured Romance (1914)[10]
- The Rounders (1914)[11]
- Mabel's Married Life (1914)[12]
- Mabel's Busy Day (1914)
- Caught in a Cabaret (1914)
- A Girl Named Mary (1919)[13]
- Brothers Divided (1919)
- The Fighting Shepherdess (1920)
- A Poor Relation (1921)[14]
- The Spoilers (1923)[15]
- The Day of Faith (1923)[16]
- Maytime (1923)
- Love and Glory (1924)[17]
- Thy Name Is Woman (1924)[18]
- Roaring Rails (1924)
- The Sea Hawk (1924)
- Lightnin' (1925)
- The Charmer (1925)
- The Lady (1925)[19]
- The Bar-C Mystery (1926)
- Fighting With Buffalo Bill (1926)
- Whispering Smith Rides (1927)
- Blockade (1928)
- Darkened Rooms (1929)
- The Rogue Song (1930)
- Hit the Deck (1930)
- Madam Satan (1930)
- The Drums of Jeopardy (1931)
- The Pagan Lady (1931)
- The Range Feud (1931)[20]
- Texas Cyclone (1932)
- Two-Fisted Law (1932)

### Roteirista
- The Phantom Empire (1935)
- The Fighting Marines (1935)
- Hearts in Bondage (história original, 1936)[21]

### Produtor
- Counsel for Crime (1937)
- Glamour for Sale (1940)
- The Man with Nine Lives (1940) (não-creditado)
- Before I Hang (1940) (não-creditado)
- The Devil Commands (1941)
- Harvard, Here I Come! (1941)[22]
- The Face Behind the Mask (1941)
- Counter-Espionage (1942)
- The Devil's Mask (1946)
- Man in the Dark (1953)

### Diretor
- Girl from the West (1923)
- Free Lips (1928)
- Gunmen from Laredo (1959)